# Судзуцуки (эсминец, 1942)
Судзуцуки (яп. 涼月, «Прохладная Луна») — японский эскадренный миноносец времён Второй Мировой войны типа «Акидзуки».

## Строительство
Корпус корабля был заложен 15 марта 1941 года на верфи «Мицубиси» в Нагасаки. Спущен на воду 4 марта 1942 года, вступил в строй 29 декабря 1942 года. Стал третьим представителем этой серии эсминцев и его первого подтипа («Акидзуки»).

## История службы
После вступления в строй «Судзуцуки» вошёл в состав 61-го дивизиона эскадренных миноносцев (вместе с однотипными «Акидзуки» и «Хацудзуки»), с 3 февраля 1943 на него перенёс свой флаг и командующий этим соединением капитан 1-го ранга Рэндзи Ооэ.
Первый боевой поход эсминца прошёл 22-27 марта, когда он вместе с «Хацудзуки», «Кагэро» и «Югурэ» сопроводил авианосцы «Хиё» и «Дзюнъё» из Саэки до Трука. 29 марта-6 апреля им был доставлен груз строительных материалов из Трука в Рабаул.
17-22 мая «Судзуцуки» сопровождал от Трука до Йокосуки соединение кораблей, уходивших к Алеутским островам. В июне эсминец совершал только учебные выходы, а 10-15 июля вместе с вернувшимся флотом вернулся обратно на Трук.
19-22 июля вместе с «Хацудзуки» он эскортировал соединение из гидроавианосца «Ниссин» и крейсеров «Могами», «Оёдо» и «Агано» из Трука в Рабаул, а 24-26 сопровождал крейсера на обратном пути. Кроме того, 22 июля эсминец перевёз на борту армейские подкрепления на Буку.
30 июля-3 августа «Судзуцуки» отправился вместе с «Хацудзуки» на Палау, и перешёл обратно на Трук, сопровождая группу танкеров. 8-10 августа он эскортировал тяжёлые крейсера «Мёко» и «Хагуро» с войсками из Трука в Рабаул. 27 августа-2 сентября эсминец сопроводил лёгкий крейсер «Касима» на пути из Трука на Кваджалейн и обратно.
18-25 сентября и 17-26 октября «Судзуцуки» вместе с флотом участвовал в походах к атоллу Эниветок для перехвата американских авианосных соединений, оказавшихся безрезультатными. 12-15 ноября эсминец выходил с Трука на помощь торпедированному крейсеру «Агано», 24 ноября-5 декабря вместе со всем флотом к Маршалловым островам, в ответ на высадку американцев на Тараве. 7-12 декабря он в составе эскорта авианосца «Дзуйкаку» и крейсера «Тикума» перешёл в Курэ, и более уже на Трук не возвращался.
С 24 декабря по 9 января 1944 года «Судзуцуки» сопроводил транспорт «Акаги-Мару» из Курэ на атолл Уэйк и обратно. В ходе же повторного выхода по тому же маршруту в ночь на 16 января в проливе Бунго эсминец был атакован американской подводной лодкой «Стёрджен», поразившей его двумя торпедами в правый борт. При их взрыве погибло 135 человек, в том числе командир капитан 2-го ранга Сэо, командующий 61-м дивизионом капитан 1-го ранга Томари и 89 находившихся на борту солдат. Корабль получил тяжелейшие повреждения, лишившись обеих оконечностей, однако остался на плаву, и был отбуксирован однотипным «Хацудзуки» в Курэ, прибыв туда 18 января. Ремонт занял почти 9 месяцев, и в строй «Судзуцуки» вернулся только 12 октября 1944 года. 
16 октября эсминец вышел вместе с конвоем из Оита, направляясь на Тайвань, однако снова был атакован американской подводной лодкой (на этот раз—«Бесуго») и лишился носовой оконечности в результате попадания торпеды. Ремонт в Курэ занял около месяца и завершился 11 ноября. 15 ноября корабль был переведён в состав новообразованного 41-го дивизиона (вместе с «Фуюдзуки» и «Симоцуки»). Таким образом, из-за двух длительных периодов ремонта эсминец не смог участвовать ни в первом, ни во втором генеральных сражениях в Филиппинском море.
С 23 ноября по 9 декабря «Судзуцуки» сопровождал авианосец «Дзюнъё» из Курэ в Манилу с заходом в Мако, и из Манилы в Сасэбо с заходом в Мако, где к ним присоединился линкор «Харуна». До марта 1945 года эсминец более не покидал Внутреннего моря, совершая только учебные выходы.
6-7 апреля 1945 года «Судзуцуки» в ходе операции «Тэн-го» входил в состав направлявшегося к Окинаве соединения, находясь на кормовых курсовых углах флагманского линкора «Ямато». Во время второй волны атаки американской палубной авиации в 13-08 эсминец получил прямое попадание авиабомбы в носовую часть, в результате чего были выведены из строя обе передние артустановки, а из-за поступления воды через пробоину образовался и начал расти дифферент на нос. Всего в ходе боя на нём погибло 57 членов экипажа и 34 было ранено.
С трудом управляемый из-за полученных повреждений корабль 8 апреля прибыл в Сасэбо и был поставлен в док. Однако в тех условиях его полное восстановление было признано нецелесообразным, и 5 мая после частичного ремонта он был выведен из дока. 10 июня эсминец пришвартовали в Сасэбо в качестве плавучей батареи ПВО, а 5 июля он был исключён из состава 41-го дивизиона.
В таком виде «Судзуцуки» простоял вплоть до капитуляции Японии и исключения из списков флота. После его корпус вместе с корпусами эсминцев Фуюцуки и Янаги (1917) использовался как волнолом в Китакюсю.

## Командиры
10.9.1942 — 10.1.1944 капитан 2 ранга (тюса) Сидзюо Акадзава (яп. 赤沢次寿雄);
10.1.1944 — 16.1.1944 капитан 2 ранга (тюса) Нобору Сэо (яп. 瀬尾昇);
10.7.1944 — 10.3.1945 капитан 2 ранга (тюса) Нагахидэ Сугитани (яп. 杉谷長秀);
10.3.1945 — 20.10.1945 капитан 2 ранга (тюса) Тосио Хираяма (яп. 平山敏夫);